# 2516
2516 هي سنة قادمة في التقويم الميلادي وهي تعتبر سنة كبيسة. وهي السنة 516 من الألفية الميلادية الثالثة وسنة من سنوات القرن 26.
سيبدأ العام في الأربعاء 26 رجب 1952 بالهجري، وسينتهي العام في الخميس 6 شعبان 1953 بالهجري.